# 約羅索
12°21′20″N 4°46′40″W / 12.35556°N 4.77778°W
約羅索（法語：Yorosso）是馬里的城鎮，位於該國南部，由錫卡索區負責管轄，是約羅索省的首府，面積487平方公里，2009年人口22,063，人口密度每平方公里45人。